# ビョルン・エンヴァール
ビョルン・エンヴァール（Björn Envall、1942年 - ）は、スウェーデンのカーデザイナーである。

## 経歴
エンヴァールは1942年に生まれ、引退するまでサーブのデザイン部門のトップを務めた。
エンヴァールは実務修習生としてサーブに入社し1960年代にシクステン・セゾンの下で、特にサーブ・99や不運のサーブ・カテリーナ（スポーツカー）のデザイン作業でセゾンのサポートをした。実際のところサーブにより受け入れられなかったその作品の後で、彼は（紙の上でだけであったが）より進歩的な2座席スポーツカーをデザインしたが、それは結局生産されることは無かった。
オペルで短期間（2年間）過ごした後、1969年にエンヴァールはサーブでセゾンの後を継いだ。
彼は1992年までその地位にいた。その間のエンヴァールの作品はサーブ・EV-1、サーブ・98、サーブ・99 コンビクーペ、サーブ・900、900 コンバーチブルであった。
エンヴァールは、後にサーブ・9000となるフィアットとの共同プロジェクトも指導した。
ゼネラルモーターズに吸収される前の1988年、エンヴァールはオリジナルの“新世代”の900をデザインした。
エンヴァールは、僅かなリソースからでも素晴らしいデザイン作品が生み出せることを立証した。

## 代表作
- サーブ・99 コンビクーペ（1974年）
- サーブ・98（1976年）
- 初代 サーブ・900（1978年）
- 2代目 サーブ・900（1992年）
- サーブ・EV-1（1985年）

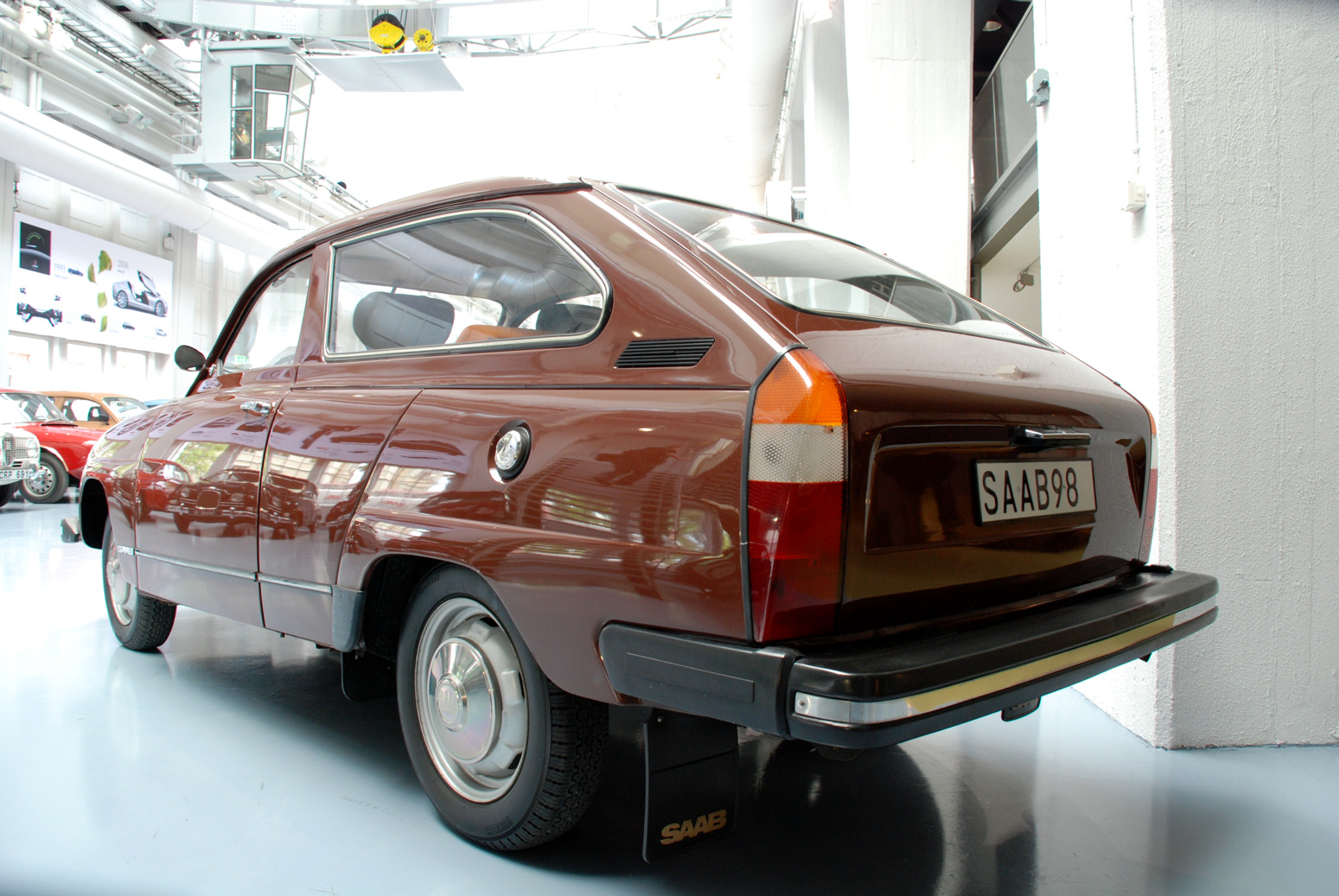
サーブ・98
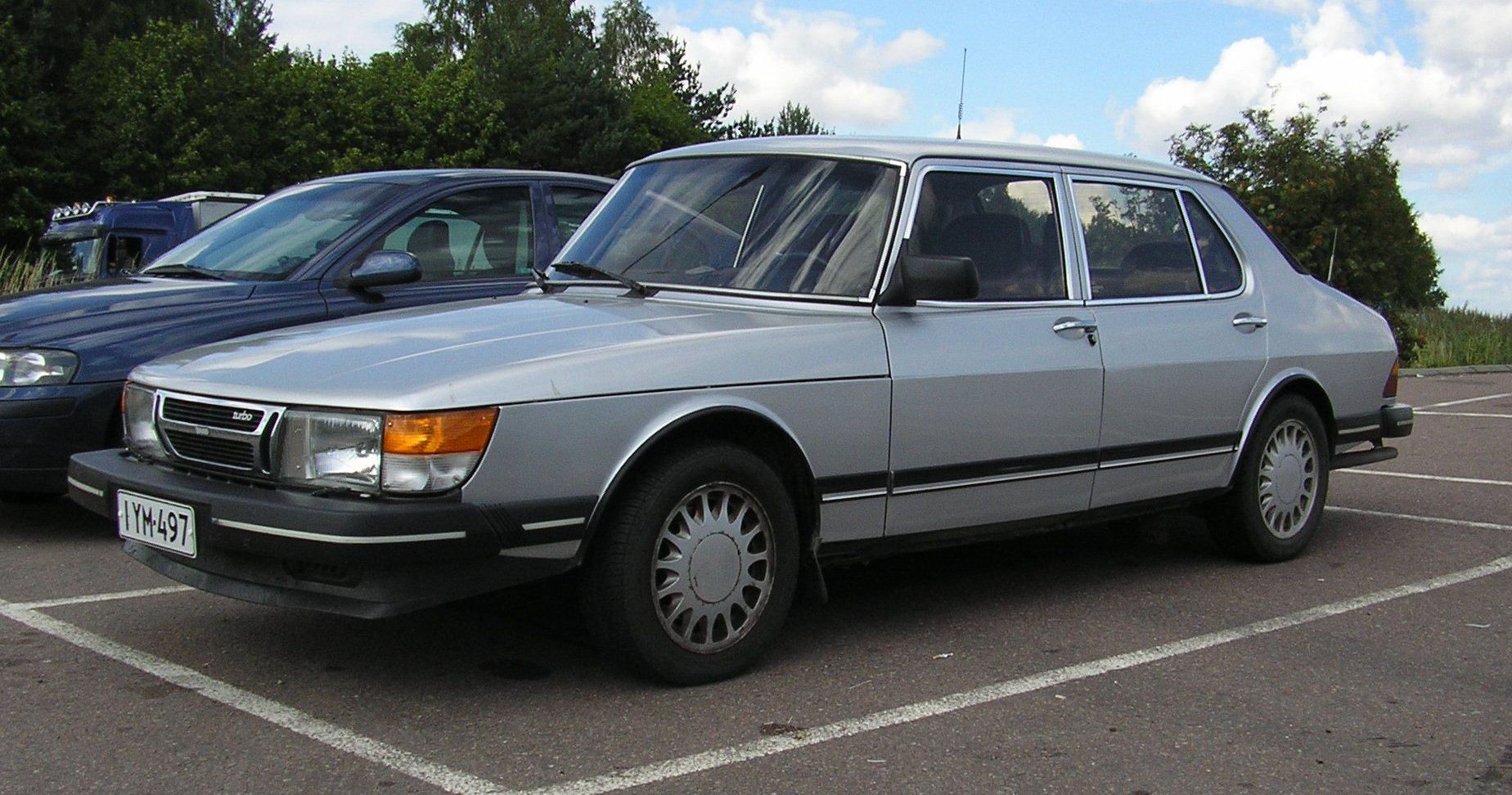
初代 サーブ・900
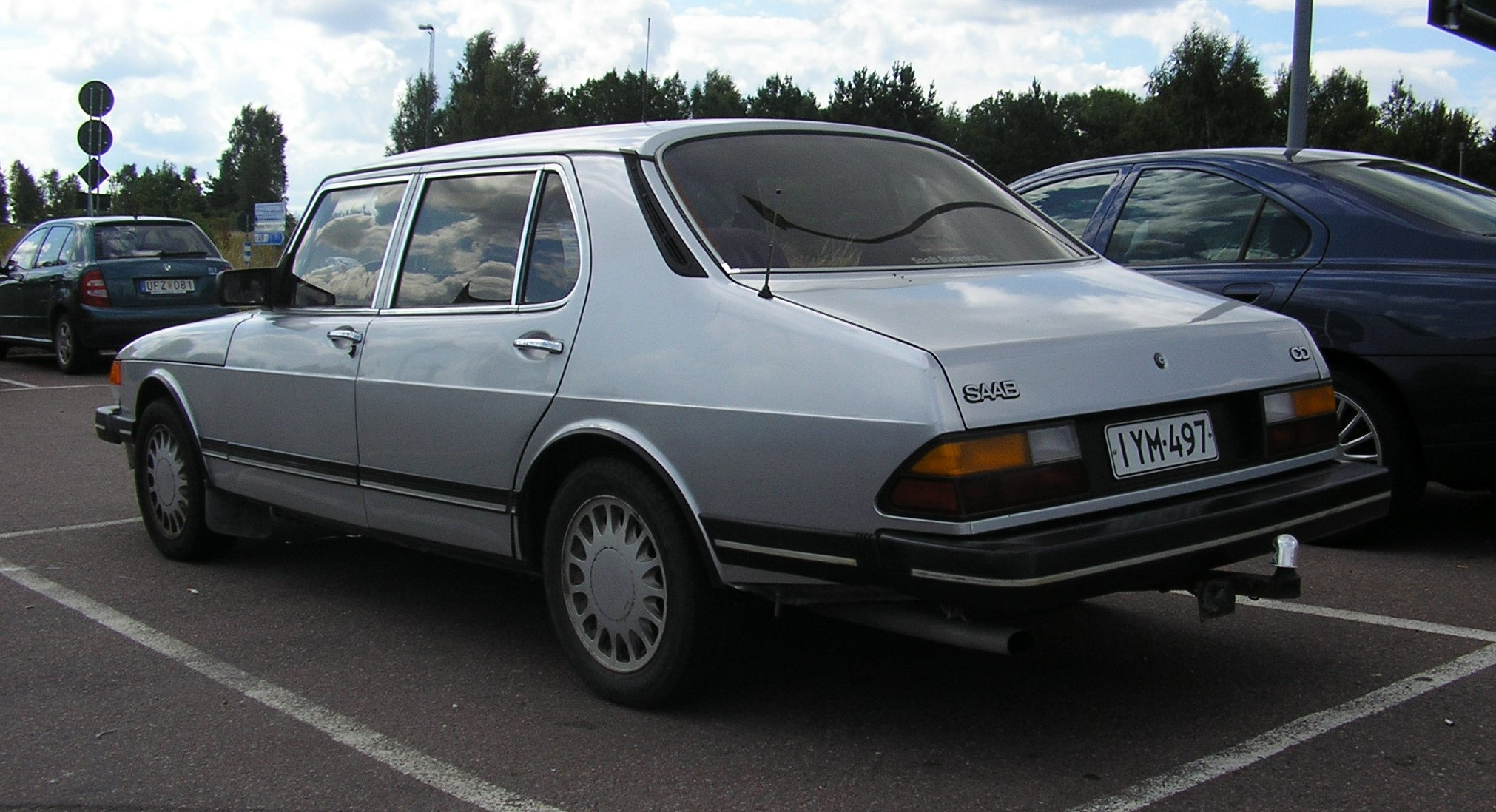
初代 サーブ・900
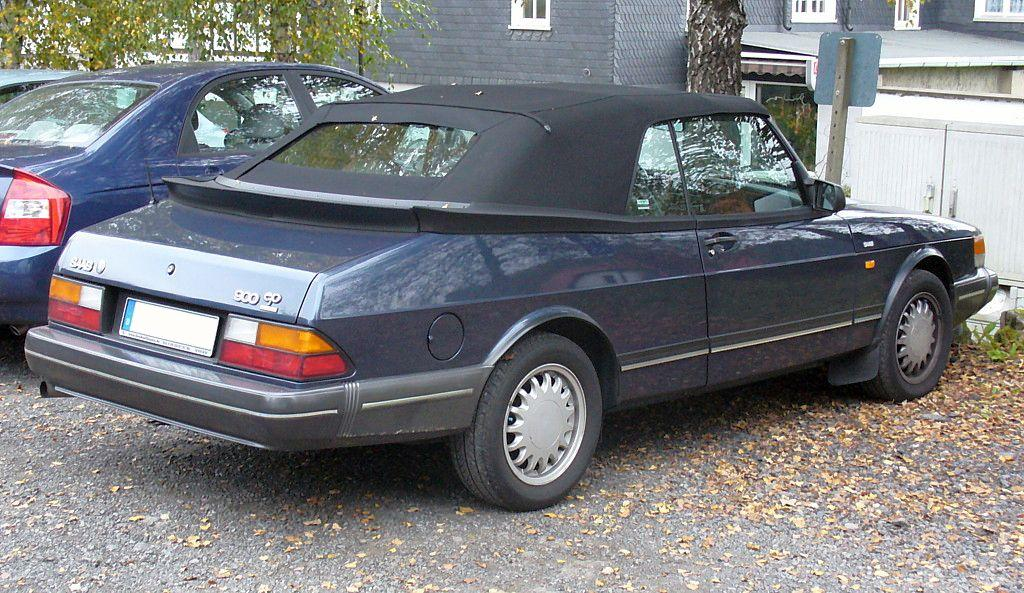
初代 サーブ・900 コンバーチブル
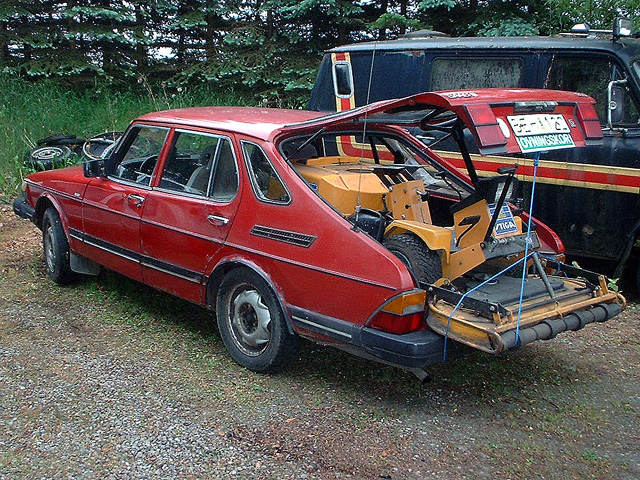
初代 サーブ・900 コンビクーペ
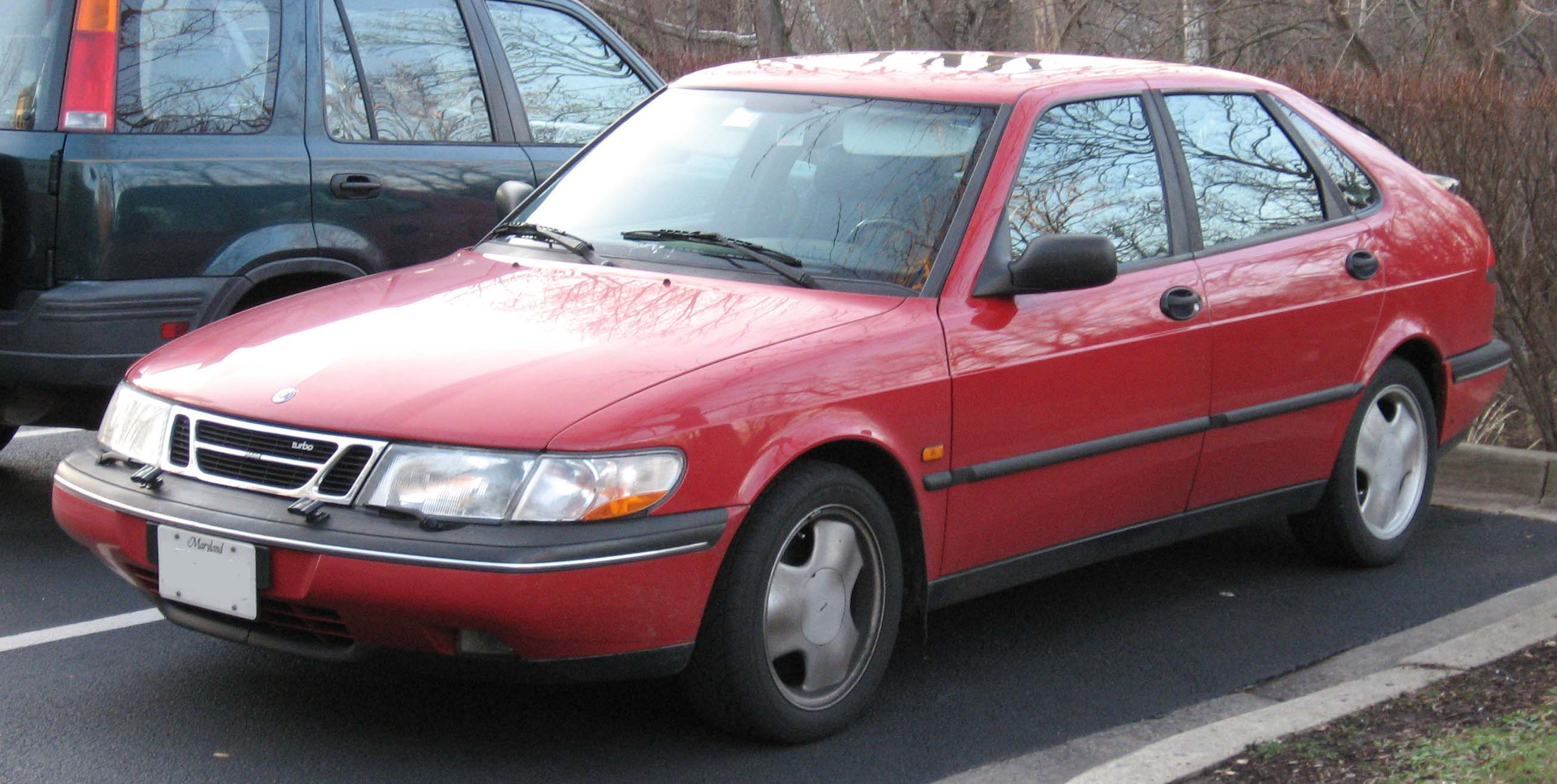
2代目 サーブ・900
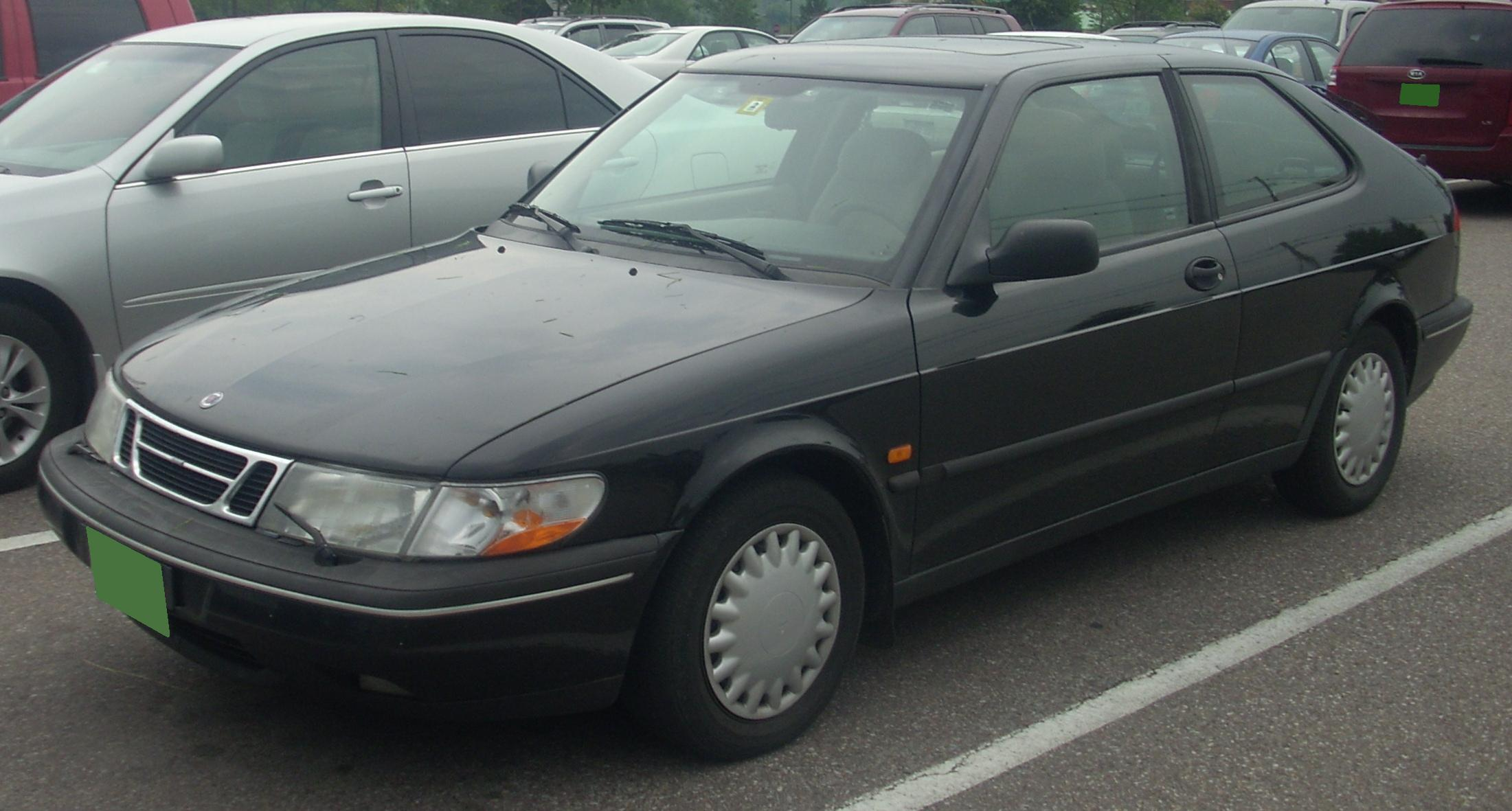
2代目 サーブ・900
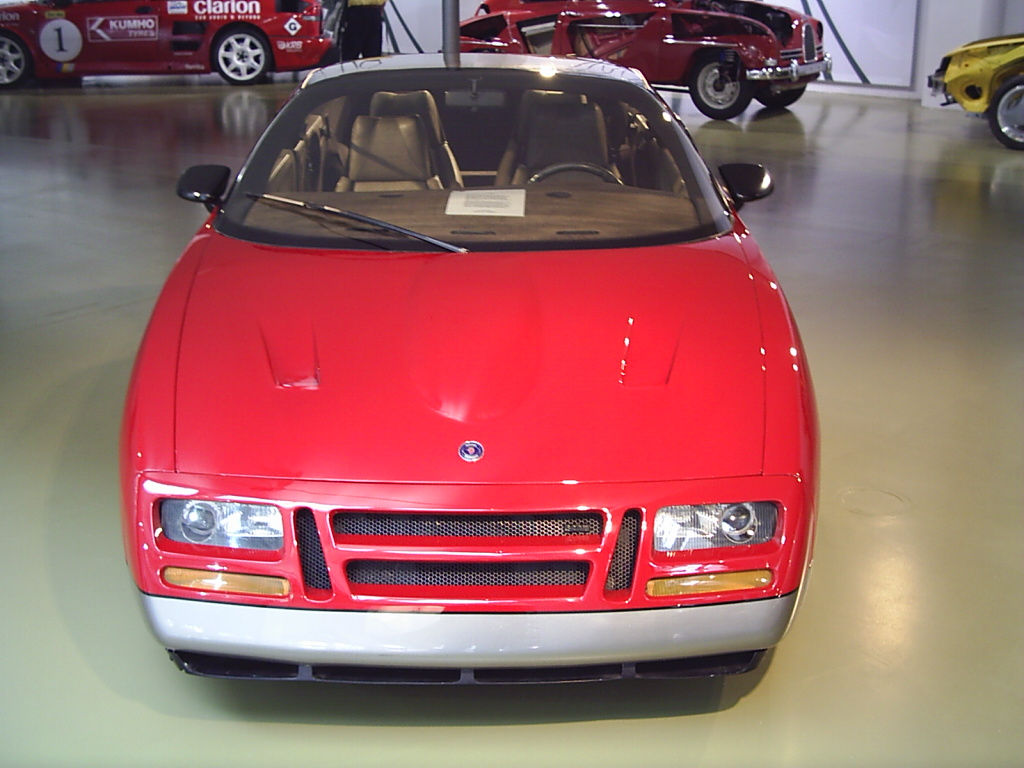
サーブ・EV-1
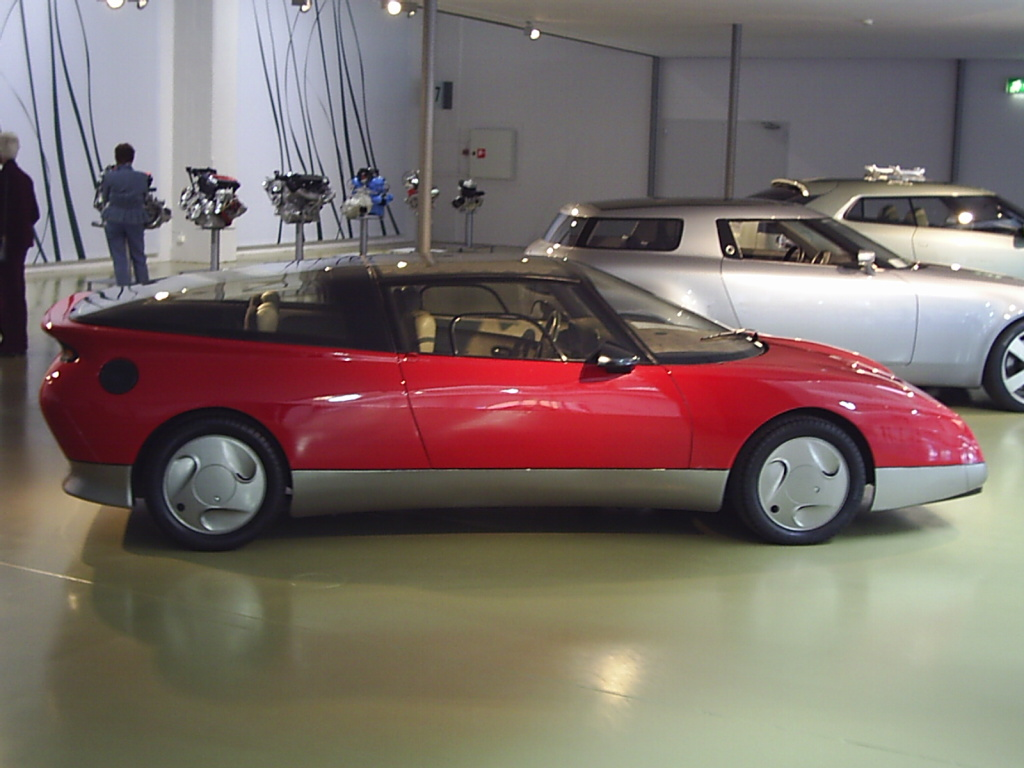
サーブ・EV-1